# Грас (округ)
Грас (фр. Grasse) — округ (фр. arrondissement) во Франции, один из округов департамента Приморские Альпы в регионе Прованс — Альпы — Лазурный Берег. Супрефектура — Грас.

Население округа на 2006 год составляло 551 930 человек. Плотность населения — 448 чел./км². Площадь округа составляет всего 1231 км². На территории округа в течение 2,5 лет реализовывался проект OCA-DLR поиска астероидов.